# Podbrdo
Podbrdo je naselje v Občini Tolmin. Leži v ozkem dnu zgornje Baške grape ob železniški progi Jesenice–Sežana in cesti od Bohinjske Bistrice oziroma Železnikov prek Petrovega Brda proti Mostu na Soči. Ima nekaj manj kot 600 prebivalcev (stanje 2020). 

## Geografija
Leži ob sotočju potokov Batave, Kacenpoha in Milpoha z Bačo, pod Petrovim Brdom, nekdaj zelo pomembnim prelazom med Posočjem in Gorenjsko na nadmorski višini okoli 520 m. Je tip dolgega obcestnega naselja. Obdajajo ga strma pobočja Porezna (1622 m), Koble (1499 m) in Šavnika (1576 m) na severu, Črne prsti (1844 m) in Šuštarja (Kontni vrh, 1647 m) na SZ in Slatnika (1598 m) na severovzhodu.
Naselje je razdeljeno na dva dela: zgornji in starejši del ob cerkvi in spodnji novejši del ob železnici. Sestavni del sta še zaselka Batava in Grapa. Vodovod so dobili leta 1907.
V Podbrdu so: osnovna šola, gostilna, gasilski dom in trgovina. Je izhodišče za oglede naravne dediščine v širši okolici kraja: korita in slapovi Kacenpoha (Mačjega potoka), Ruscov slap na Batavi (Jerempoh), geomorfološki pojavi ter rastišča endemičnih, redkih in zavarovanih rastlin na Črni prsti, Poreznu in v sami Grapi.
Med kulturnozgodovinskimi spomeniki je najpomembnejša baročna župnijska cerkev svetega Nikolaja, več hiš iz 19. stoletja, spomeniki ponesrečencem pri gradnji Bohinjskega predora in pomniki druge svetovne vojne.

## Zgodovina
Naselje je nastalo v 16. stoletju v času južnotirolske kolonizacije, na območju rihtarije Nemški Rut, kot zaselek Bače, omenjen v urbarju iz leta 1377 pod imenom Binchinuel. Cerkev svetega Nikolaja se omenja leta 1588, od 1848 je sedež župnije. Od leta 1767 sta bila tu mitnica in urad za pobiranje vinskega daca (davek). Cestna povezava s Tolminom obstaja od začetka graditve Bohinjskega predora, prej je skozi Podbrdo vodila le tovorniška pot po dolini Bače in čez Vrh Bače (1281 m) v Bohinj. Tako imenovana Bohinjska proga je bila zgrajena 1906. 
Od leta 1918 do leta 1943 je bilo Podbrdo italijansko, kot obmejni kraj z množico vojaštva in policije pa je bilo pod pritiskom poitalijančevanja. Prebivalstvo je sodelovalo v različnih oblikah odpora. Kot v večini naselij iz časov tirolske kolonizacije so tudi tu razširjena predvsem nemška ledinska imena, priimki in posebna govorica, prebivalstvo se je poslovenilo v 18. stoletju. 
Sedanjo podobo je Podbrdo dobilo z ureditvijo stare italijanske vojašnice in dograditvijo te v tovarno - Tovarna volnenih izdelkov Bača leta 1955, v kateri je bila zaposlena večina prebivalstva. Zaprtje tovarne leta 2002 je kraj hudo prizadelo. Večina ljudi se danes vozi na delo v Železnike, Tolmin, Bohinjsko Bistrico, v Škofjo Loko ali v oddaljene Jesenice.